# Blaze Bayley
Blaze Bayley, właśc. Bayley Alexander Cooke (ur. 29 maja 1963 w Birmingham) – brytyjski piosenkarz.
W latach 1984–1994 wokalista zespołu muzycznego Wolfsbane. Największą popularność zyskał w latach 1994—1999 jako wokalista Iron Maiden. W latach 1999–2007 lider i wokalista metalowego zespołu Blaze Bayley, a od 2007 – lider grupy Blaze Bayley. Od 2010 ponownie wokalista Wolfsbane, a od 2013 także członek zespołu The Foundry.

## Działalność artystyczna
Karierę zaczynał jako wokalista rock and rollowego zespołu Wolfsbane, który występował jako support zespołu Iron Maiden podczas trasy koncertowej po Wielkiej Brytanii. Po odejściu Bruce’a Dickinsona z Iron Maiden w 1993 wziął udział w przesłuchaniach na nowego wokalistę i ostatecznie dołączył do składu w 1994. Nagrał z zespołem dwa albumy: The X Factor (1995) i Virtual XI (1998). W trakcie trasy koncertowej promującej drugą z płyt dopadły go problemy zdrowotne, w wyniku których nie mógł śpiewać, przez co wiele koncertów musiało zostać odwołanych. Choroba zbiegła się w czasie z tym, że Bruce Dickinson chciał znów śpiewać w Iron Maiden, dlatego Bayley w lutym 1999 opuścił Iron Maiden.
W 1999 założył zespół Blaze, który od 2007 występuje pod nazwą Blaze Bayley. 24 marca 2007 zagrał koncert na festiwalu Metalmania w Katowicach, a zapis występu wydał w formie albumu koncertowego DVD pt. Alive in Poland.

## Życie prywatne
Jest wdowcem. Jego druga żona, Debbie Hartland, zmarła 27 września 2008 w wyniku udaru mózgu. Byli małżeństwem od 14 lutego 2007. Jego pierwszą żoną była Brazylijka Beatriz Pachoco, którą poznał w czasie trasy promującej album „X-factor”, pobrali się 30 stycznia 2000 roku. Ich związek rozpadł się po 3 latach, głównie z przyczyny choroby alkoholowej i depresji Blaze’a. O tym jak bardzo żałował tego rozwodu mówi utwór „Regret” z płyty „Blood and Belief”. W 2010 związał się z kobietą o imieniu Eline. W 2011 został ojcem jej córki Alice. Pobrali się w 2013.

## Dyskografia
- Iron Maiden – The X Factor (1995)
- Iron Maiden - Virtual XI (1998)